# Cilicaeopsis corpulentis
Cilicaeopsis corpulentis là một loài chân đều trong họ Sphaeromatidae. Loài này được Baker mô tả khoa học năm 1926.